# Буров, Владимир Васильевич
Буров, Владимир Васильевич (24 декабря 1939, Алапаевск, СССР) — советский и российский живописец, член Санкт-Петербургского Союза художников (до 1992 года — Ленинградской организации Союза художников РСФСР).

## Биография
Владимир Васильевич Буров родился 24 декабря 1939 года в Алапаевске на Урале. В 1960—1966 годах учился на живописном факультете Ленинградского института живописи, скульптуры и архитектуры имени И. Е. Репина. Окончил институт по мастерской Ю. М. Непринцева с присвоением квалификации художника живописи. Дипломная работа — историческая картина «В. И. Ленин в деревне».
Участвовал в выставках с 1966 года, экспонируя свои работы вместе с произведениями ведущих мастеров изобразительного искусства Ленинграда. Писал жанровые картины, портреты, пейзажи, натюрморты. Член Санкт-Петербургского Союза художников. Для творчества характерно обращение к образу современника, раскрываемого в картине-портрете с развитой сюжетной основой. Автор картин «Май. 1945. Победа» (1965), «В саду» (1974), «1946 год. Мать» (1975), «Осенний натюрморт» (1978), «Портрет создателя музея-заповедника русского деревянного зодчества И. Д. Самойлова», «Осень в саду» (обе 1980), «Масленица» (1981), «Портрет матери» (1983), «Букинистический магазин» (1985), «Чёрная смородина» (1988), «Брошенная деревня» (1992), «Наш праздник. Масленица» (2002).
Владимир Васильевич Буров является действительным членом Петровской Академии наук и искусств. Его произведения находятся в музеях и частных собраниях в России, Франции, Финляндии, Германии, США и в других странах.

## Выставки
- 1975 год (Ленинград): Наш современник. Зональная выставка произведений ленинградских художников.
- 1978 год (Ленинград): Осенняя выставка произведений ленинградских художников.
- 1980 год (Ленинград): Зональная выставка произведений ленинградских художников.
- Февраль 1991 года (Париж): Выставка «Русские художники».
- 1997 год (Санкт-Петербург): Связь времён. 1932—1997. Художники — члены Санкт-Петербургского Союза художников России.